# Paul Mehlitz
Paul Mehlitz   (Berlin-Wilmersdorf, 24 de desembre de 1906 - Berlín Oest, 7 de desembre de 1982), va ser un jugador d'hoquei sobre herba alemany que va competir durant les dècades de 1920 i 1930.
El 1936 va prendre part en els Jocs Olímpics de Berlín, on va guanyar la medalla de plata com a membre de l'equip alemany en la competició d'hoquei sobre herba.
En el seu palmarès també destaca la lliga alemanya de 1940. Fou 26 vegades internacional.